# Condado de McCracken
El condado de McCracken (en inglés: McCracken County), fundado en 1812, es uno de 120 condados del estado estadounidense de Kentucky. En el año 2000, el condado tenía una población de 65,514 habitantes y una densidad poblacional de 101 personas por km². La sede del condado es Paducah.

## Geografía
Según la Oficina del Censo, el condado tiene un área total de 694 km² (268 mi²), de la cual 650 km² (251 mi²) es tierra y 44 km² (17,0 mi²) (6.36%) es agua.

### Condados adyacentes
- Condado de Massac (norte)
- Condado de Livingston (noreste)
- Condado de Marshall (este)
- Condado de Graves (sur)
- Condado de Carlisle (suroeste)
- Condado de Ballard (oeste)

## Demografía
Según la Oficina del Censo en 2000, los ingresos medios por hogar en el condado eran de $33,865, y los ingresos medios por familia eran $42,513. Los hombres tenían unos ingresos medios de $36,417 frente a los $22,704 para las mujeres. La renta per cápita para el condado era de $19,533. Alrededor del 15.10% de la población estaban por debajo del umbral de pobreza.

## Localidades
- Paducah

### Lugares designados por el censo
| - Heath - Hendron - Massac | - Reidland - West Paducah - Woodlawn-Oakdale | - Lone Oak |